# Епентеза
Епенте́за (від дав.-гр. ἡ ἐπένθεσις — «вставка») — поява у словах додаткового звука; протилежне дієрезі явище.
- В українській мові: страм із срам «сором», строк із срок, верства із верста, павук із паук, жерсть із жесть;
- У білоруській мові: навука із наука;
- У російській мові (у діалектах): радиво із радио, ндрав із нрав.

Особливо поширене явище епентези в говірках та просторічному мовленні: радійо, окіян, константувати.
Поява епентичного [j] спостерігається також при засвоєнні запозичених слів зі збігом двох голосних: Italia → Італія, cavalleria → кавалерія. У коренях слів йотація непослідовна (дієз, але авіація, діаспора, колегіальний), втім проєкт Харківського правопису приписує поширити сферу вживання йотованих літер (діяспора, колегіяльний).